# Kōhei Morita
Kōhei Morita (盛田 剛平?, Morita Kōhei; Nagoya, 13 luglio 1976) è un ex calciatore giapponese, di ruolo attaccante.

## Palmarès
- Supercoppa del Giappone: 1

Sanfrecce Hiroshima: 2008